# 자은도
자은도(慈恩島)는 전라남도 신안군 자은면에 위치한 섬이다. 지리적으로 목포에 가까우며, 이웃 섬인 암태도와 교량으로 연결되어 있다. 암태도에서는 육상으로 천사대교를 거쳐 목포 시내로 나갈 수 있다.

## 2021. 1. 26. 신안군청에서 공식 수정한 지명 유래
```
  자은도(慈恩島) 이름은 삼국사기에 의하면 우리말로 된 마한과 백제 때의 옛 지명을 신라 경덕왕(35代, 재위 742~764년)이 당나라 국자감에서 유학한 인재들을 활용하여 서기 757년 12월에 중국 당나라식 한자이름으로 개명한 이래 1300여 년간 사용되어 왔다. 
```

```
  자은의 어원은 섬 사람들의 서로 돕고 감싸주는 넉넉한 인심과 착한 인성을 격려하고 후세에 전하기 위해 신라시대 인재들이 역사서 “삼국지”에 기록된 유염이 제갈량에게 보낸 편지 “間者迷醉 言有違錯 慈恩含忍 不致之于理 使得全完 保育性命". 즉,“제가 술에 취해 정신이 혼미한 상태에서 커다란 실수를 하였음에도 승상께서 너그러운 마음(慈恩)으로 용서해 주셔서 생명을 부지할 수 있었습니다.”라는 문장의 “자은”에서 유래하는 멋진 이름이며, 靑史에 기록된 지혜롭고 아름다운 역사 이야기다.
```

```
  공민왕 22년인 1373년 10월 2일에 경사(京師 : 고려 왕 특명전권사절) 주영찬 등 고려 외교사절단이 탄 배가 개성에서 출발하여 明나라 남경(南京 명의 수도)으로 항해하던 중, 慈恩島에 이르러 풍랑을 만나 배가 침몰하여 38인은 물에 빠져 죽고 우인열과 송문중은 구조되어 1373년 11월 5일에 개성으로 돌아왔다는 기록 등 자은도의 이름은 고려사와 조선 개국초기 이래 조선왕조실록에 수 없이 기록되어 있다.
```